# برایان گلاور
برایان گلاور (انگلیسی: Brian Glover؛ ‏ ۲ آوریل ۱۹۳۴ – ۲۴ ژوئیهٔ ۱۹۹۷) هنرپیشه اهل انگلستان بود.
از فیلم‌ها یا برنامه‌های تلویزیونی که وی در آن نقش داشته‌است، می‌توان به ساز بادی پرطنین، بیگانه ۳، گرگ‌نمای آمریکایی در لندن، نخستین سرقت بزرگ قطار، برانیگان، قوش، سلطان سرخ، هلیم، سفیدبرفی، آزمون سخت برای اثبات بی‌گناهی و کافکا اشاره کرد.